# 奧克姆
奧克姆（英語：Oakham）是位於英國英格蘭東米德蘭的一座城鎮，也是拉特蘭郡的郡治。奧克姆現在有人口9,975人。奧克姆位於歐洲最大的人工湖之一拉特蘭湖湖畔。